# Tobias Wiemann
Tobias Wiemann (* 18. Mai 1981 in Greifswald) ist ein deutscher Filmregisseur.

## Leben
Wiemann wurde 1981 in Greifswald geboren und wuchs in Vorpommern auf. Nach verschiedenen Theaterpraktika absolvierte er eine Berufsausbildung zum Mediengestalter Bild und Ton am Institut für neue Medien in Rostock. Von 2003 bis 2008 arbeitete er bei der United Motion Video- und Filmproduktion in den Bereichen Projektentwicklung, Kamera und Schnitt.
Von 2008 bis 2013 war er für Til Schweigers Barefoot Films tätig. Neben der Projektentwicklung und Produktionsassistenz wirkte er als Video-Operator an den Kinoproduktionen 1½ Ritter – Auf der Suche nach der hinreißenden Herzelinde (2008) und Zweiohrküken (2009) mit. Im Jahr 2013 gab er mit Großstadtklein sein Debüt als Spielfilmautor und Regisseur. Im Rahmen der 67. Berlinale feierte sein Film Amelie rennt Weltpremiere im Wettbewerb "Generation Kplus" und erhielt eine lobende Erwähnung um den Gläsernen Bären. Der Film erhielt zahlreiche Preise auf nationalen und internationalen Festivals. Beim Deutschen Filmpreis 2018, wurde er als Bester Kinderfilm ausgezeichnet. 
Auch sein zweiter nominierter Film in Folge, hat den Deutschen Filmpreis gewonnen. Der Pfad wurde von der Deutschen Filmakademie mit der Goldenen Lola, der renommierteste Auszeichnung für den deutschen Film, in der Kategorie - Bester Kinderfilm ausgezeichnet. 
Er ist seit Oktober 2013 mit Jytte-Merle Böhrnsen verheiratet, mit der er zusammen ein Kind hat.

## Filmografie (Auswahl)
- 2013: Großstadtklein
- 2014: Von einem, der auszog, das Fürchten zu lernen
- 2017: Amelie rennt
- 2019: Think Big!
- 2022: Der Pfad

## Auszeichnungen
- 2017: „Special mention“ Gläserner Bär in der Sektion Generation Kplus der Internationalen Filmfestspiele Berlin
- 2017: „Honourable mention“ beim Tiff Kids International Film Festival in der Sektion Young People’s Jury Award (Alter 11 bis 13)
- 2017: Golden Slipper – Hauptpreis für den besten internationalen Langfilm beim Zlín Film Festival
- 2017: NDR-Filmpreis beim Internationalen Filmfest Emden-Norderney
- 2017: Regie-Sonderpreis und Preis für den besten Spielfilm beim Goldenen Spatz
- 2017: Golden Wanderer – Hauptpreis für den besten internationalen Langfilm und Publikumspreis beim Cinema in Sneakers
- 2017: ECFA Award der European Children’s Film Association-Jury beim Cinema in Sneakers für Amelie rennt
- 2017: „Golden Butterfly“ Hauptpreis für den besten internationaler Film beim Isfahan International Festival of Films for Children & Young Adults für Amelie rennt
- 2018: Bester Kinderfilm, Deutscher Filmpreis 2018 für Amelie rennt
- 2020: Nominierung Deutscher Fernsehpreis, Beste Comedy-Serie
- 2022: Regie-Sonderpreis und Preis für den besten Spielfilm beim Goldenen Spatz
- 2022: Bester Kinderfilm, Deutscher Filmpreis 2022 für Der Pfad
- 2023: Preis der deutschen Filmkritik – Preis für den besten Kinderfilm 2022 vergeben vom Verband der deutschen Filmkritik für Der Pfad[2]